# 大野克
大野 克（おおの まさる、1988年10月22日 - ）は、福井県出身のフットサル選手である。ヴィンセドール白山フットサルクラブ所属。ポジションはゴレイロ。

## 経歴
2016年10月にアグレミーナ浜松へ移籍し、福井県出身としては初めてのＦリーガーとなった。2017年5月にヴィンセドール白山フットサルクラブの加入が発表された。

## 所属クラブ
- 2008年-2010年 jfc (千葉県フットサルリーグ1部)[1]
- 2012年-2013年 JOGARBOLA (北信越フットサルリーグ)[1]
- 2014年-2016年 府中アスレティックFCサテライト (関東フットサルリーグ2部)[1]
- 2016年-2017年 アグレミーナ浜松 (Fリーグ)
- 2017年- ヴィンセドール白山フットサルクラブ (北信越フットサルリーグ1部)